# Adrian Gryszkiewicz
Adrian Gryszkiewicz (13 dicembre 1999) è un calciatore polacco, difensore del Warta Poznań.

## Caratteristiche tecniche
È un terzino sinistro.

## Carriera

### Club
Cresciuto nel settore giovanile del Górnik Zabrze, ha esordito in prima squadra il 9 febbraio 2018 disputando l'incontro di Ekstraklasa perso 4-2 contro il Wisła Płock.

### Nazionale
Ha partecipato ai Mondiali Under-20 del 2019.

## Statistiche
Statistiche aggiornate al 12 maggio 2019.

### Presenze e reti nei club
| Stagione        | Squadra         | Campionato      | Campionato | Campionato | Coppe nazionali | Coppe nazionali | Coppe nazionali | Coppe continentali | Coppe continentali | Coppe continentali | Altre coppe | Altre coppe | Altre coppe | Totale | Totale | Totale |
| Stagione        | Squadra         | Comp            | Pres       | Reti       | Comp            | Pres            | Reti            | Comp               | Pres               | Reti               | Comp        | Pres        | Reti        | Pres   | Reti   |        |
| --------------- | --------------- | --------------- | ---------- | ---------- | --------------- | --------------- | --------------- | ------------------ | ------------------ | ------------------ | ----------- | ----------- | ----------- | ------ | ------ | ------ |
| 2017-2018       | Górnik Zabrze   | EK              | 9          | 0          | CP              | 2               | 0               |                    | -                  | -                  |             | -           | -           | 11     | 0      |        |
| 2018-2019       | Górnik Zabrze   | EK              | 20         | 0          | CP              | 2               | 0               | UEL                | 4                  | 0                  |             | -           | -           | 26     | 0      |        |
| Totale carriera | Totale carriera | Totale carriera | 29         | 0          |                 | 4               | 0               |                    | 4                  | 0                  |             | -           | -           | 37     | 0      |        |